# 酸爵士唱片

Logo

酸爵士唱片（英文：Acid Jazz Records）是成立於1988年的英國英格蘭倫敦的唱片公司。創辦人為兩個電台、夜總會唱片騎師 ─ 吉爾斯·彼得森（Gilles Peterson）和埃迪·皮爾勒（Eddie Piller）。公司名稱源自爵士樂的分支音樂類型酸爵士（Acid Jazz）。

## 發行大事記
酸爵士唱片第一張發行的唱片是英格蘭樂隊Galliano的《Frederick Lies Still 》。